# Malta i olympiska sommarspelen 2004
Malta i olympiska sommarspelen 2004 bestod av 7 idrottare som blivit uttagna av Maltas olympiska kommitté.

## Friidrott
Herrarnas 100 meter
- Darren Gilford
  - Omgång 1: 10.67 s (5:a i heat 2, gick inte vidare, 57:a totalt)

Damernas 800 meter
- Tanya Blake
  - Omgång 1: 2:19.34 (7:a i heat 6, gick inte vidare, 39:a totalt)

## Judo
Damernas lättvikt (-57 kg)
- Marcon Bezzina
  - Sextondelsfinal: Förlorade mot Kye Sun-Hui från Nordkorea (Ippon-seoi-nage; ippon - 0:44) (gick vidare till återkvalet)
  - Återkval omgång 1: Förlorade mot Natalia Yukhareva från Ryssland (Uchi-mata; ippon - 0:26)

## Segling
Öppen
| Seglare        | Gren  | Lopp | Lopp | Lopp | Lopp | Lopp | Lopp | Lopp | Lopp | Lopp | Lopp | Lopp | Summerad poäng | Finalplacering |
| Seglare        | Gren  | 1    | 2    | 3    | 4    | 5    | 6    | 7    | 8    | 9    | 10   | M*   | Summerad poäng | Finalplacering |
| -------------- | ----- | ---- | ---- | ---- | ---- | ---- | ---- | ---- | ---- | ---- | ---- | ---- | -------------- | -------------- |
| Mario Aquilina | Laser | 27   | 37   | 40   | 26   | OCS  | 37   | 21   | 40   | 38   | 39   | 34   | 339            | 39             |

M = Medaljlopp; EL = Eliminerad – gick inte vidare till medaljloppet;